# اچ‌ام‌اس بیگل (۱۸۷۲)
اچ‌ام‌اس بیگل (۱۸۷۲) (به انگلیسی: HMS Beagle (1872)) یک کشتی بود که طول آن ۷۷ فوت ۰ اینچ (۲۳٫۵ متر) بود. این کشتی در سال ۱۸۷۲ ساخته شد.